# Fernando Cuerda
Fernando Cuerda (ur. 6 marca 1984 w Sewilli) – hiszpański piłkarz występujący na pozycji obrońcy.

## Kariera
Cuerda jest wychowankiem Sevilli. W latach 2002−2004 występował w rezerwach tego klubu. W międzyczasie trafił na roczne wypożyczenie do Méridy. Jego kolejnym zespołem była druga drużyna Atlético Madryt. Od 2005 roku, przez trzy lata reprezentował barwy Realu Valladolid B. Rozegrał w nim 83 spotkania, zdobywając 5 bramek. Następnie grał w greckim AO Kavala, gdzie spędził sezon 2008/09 oraz węgierskim Honvédzie Budapeszt (2010). Rok później został piłkarzem MAS Fez.
6 lutego 2012 roku Cuerda podpisał kontrakt z Piastem Gliwice, z którym wywalczył awans do Ekstraklasy. Po roku umowa została rozwiązana z przyczyn rodzinnych zawodnika.